# Mycetophila javaesi
Mycetophila javaesi är en tvåvingeart som beskrevs av Lane 1955. Mycetophila javaesi ingår i släktet Mycetophila och familjen svampmyggor. Inga underarter finns listade i Catalogue of Life.